# Rio Gherestău
O Rio Gherestău é um rio da Romênia, afluente do Timişana, localizado no distrito de Timiş.